# Woefdram
Woefdram, ook wel Dram genoemd, is een personage uit de Nederlandse serie De Fabeltjeskrant. Woefdram deed zowel in de jaren zeventig als tachtig en negentig mee in de poppenserie.

## Profielschets
Woefdram komt oorspronkelijk uit het Nijverdal (uit de poppenserie De Woefs en de Lamaars) en behoort, als we op zijn naam afgaan, tot het volk der Woefs. Qua gedrag vertoont Woefdram echter andere eigenschappen dan die tot de Woefs (een zeer nijver volkje) zouden behoren. Hij is een geniepig personage; de andere dieren noemen hem dan ook wel eens een strooplikker. Aangezien hij het liefst zo weinig mogelijk met zijn handen doet, zou hij ook wel als een Lamaar betiteld kunnen worden. Hij verkeert graag in het gezelschap van Juffrouw Ooievaar om haar van advies te dienen. Hij spreekt haar vaak aan met 'hoogbenige genade', 'hooglopende vrouwe' of 'hoogsnavelige dame', iets wat Juffrouw Ooievaar redelijk overdreven vindt. Zoef de Haas is niet gediend van Woefdrams aanwezigheid en laat dat soms ook duidelijk merken. Het is onduidelijk wat voor beest Woefdram is. In enkele afleveringen wordt hij Dram de Das genoemd, een naam die hij al snel kwijtraakte.

## Woefdram contra de buitenbosse dieren
In 1985 kreeg De Fabeltjeskrant er de Novib, een organisatie voor ontwikkelingssamenwerking, als sponsor bij. In dat licht kwam er in het Grote Dierenbos een aantal buitenbosse dieren bij, namelijk Zaza Zebra uit het Derde Dierenbos, Chico Lama uit het Buitenbos en Mister Maraboe uit het meest Zuidelijke Buitenste Buitenbos. Net zoals in de mensenwereld moest er ook een personage zijn dat zich met alle geweld tegen deze dieren moest keren. Deze rol was Woefdram op het lijf geschreven. Zo was hij haantje de voorste om te ageren tegen de verkiezing van Chico Lama als bosmeester tijdens de eerste Dierenbosse Verkiezingen. Voor Mister Maraboe, die hij een 'kale kunstooievaar' noemde, maakte hij een valkuil, waar Woefdram uiteindelijk zelf in viel. Bovendien verstoorde hij het huwelijk van de doktoren Meindert het Paard en Zaza Zebra met vuurwerk.

## Ooglapje
Bij de jaarwisseling in 1985 kreeg Woefdram een ongeluk tijdens het spelen met vuurwerk. Hij raakte hierbij een oog kwijt. Daarna moest hij met een ooglapje door het leven.

## Einde van Woefdram
In een aflevering uit de jaren tachtig bood Woefdram aan Juffrouw Ooievaar aan om met Chico Lama te praten, om hem over te halen zich uit de Dierenbosse verkiezingen voor de functie van bosmeester terug te trekken. Hij ging echter niet praten, maar groef een valkuil waar Chico in viel en een been brak. Hierdoor kwam Chico in het ziekenhuis te liggen en was hij genoodzaakt zich terug te trekken uit de verkiezingen. Aan Juffrouw Ooievaar vertelde Woefdram niet de waarheid. Toen ze erachter kwam wat voor streek Woefdram had uitgehaald, gaf ze hem een standje. Woefdram besloot hierop om op te stappen en zijn heil in het Buitenbos te zoeken.

## Trivia
In de jaren zeventig zag Woefdram er anders uit dan in de jaren tachtig en negentig. Zo had hij in de jaren zeventig een spitsere neus en stonden zijn oren aan de zijkant. 
De Woefdram-pop uit de jaren tachtig komt oorspronkelijk uit de poppenserie Paulus de Boskabouter. In Paulus heette de pop Het Wezen, een verlegen creatuur dat zich het liefste terugtrok onder een enorme theemuts.

## Acteur
De stem van het personage werd ingesproken door Ger Smit.